# AN/PSQ-42
AN/PSQ-42強化暗視ゴーグル双眼鏡(ENVG-B) は、L3Harris社がアメリカ陸軍向けに開発した第3世代パッシブ双眼鏡暗視装置である。
デュアルチューブ画像増強(I²) 技術と熱画像技術を1つのゴーグルに組み合わせ、暗所において視界を確保する。2つの方法は個別に使用することも、融合(フュージョン)モードで同時に使用することも可能。 ENVG-Bは、米国陸軍の旅団戦闘チーム(BCT) 内の機械化歩兵に支給されることを目的としており、これまでに第1歩兵師団、第2歩兵師団、第25歩兵師団、第82空挺師団、第101空挺師団内の複数のBCTに10,000台以上が支給されている。アメリカ海兵隊も3,100 台のENVG-Bを調達した。

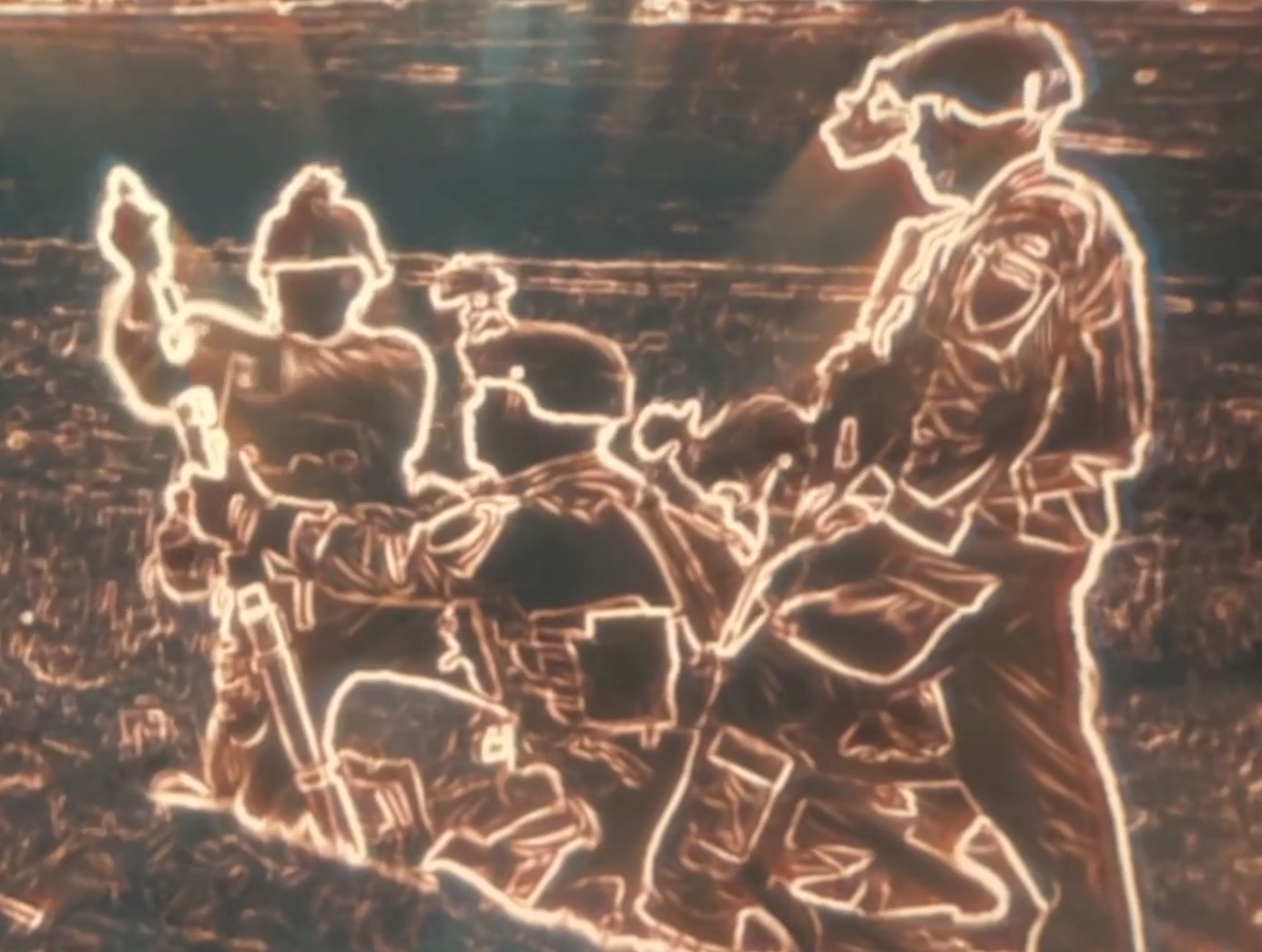
U.S. Army soldiers load an M224 60mm mortar, as seen through the ENVG-B's I² + thermal fusion outline mode

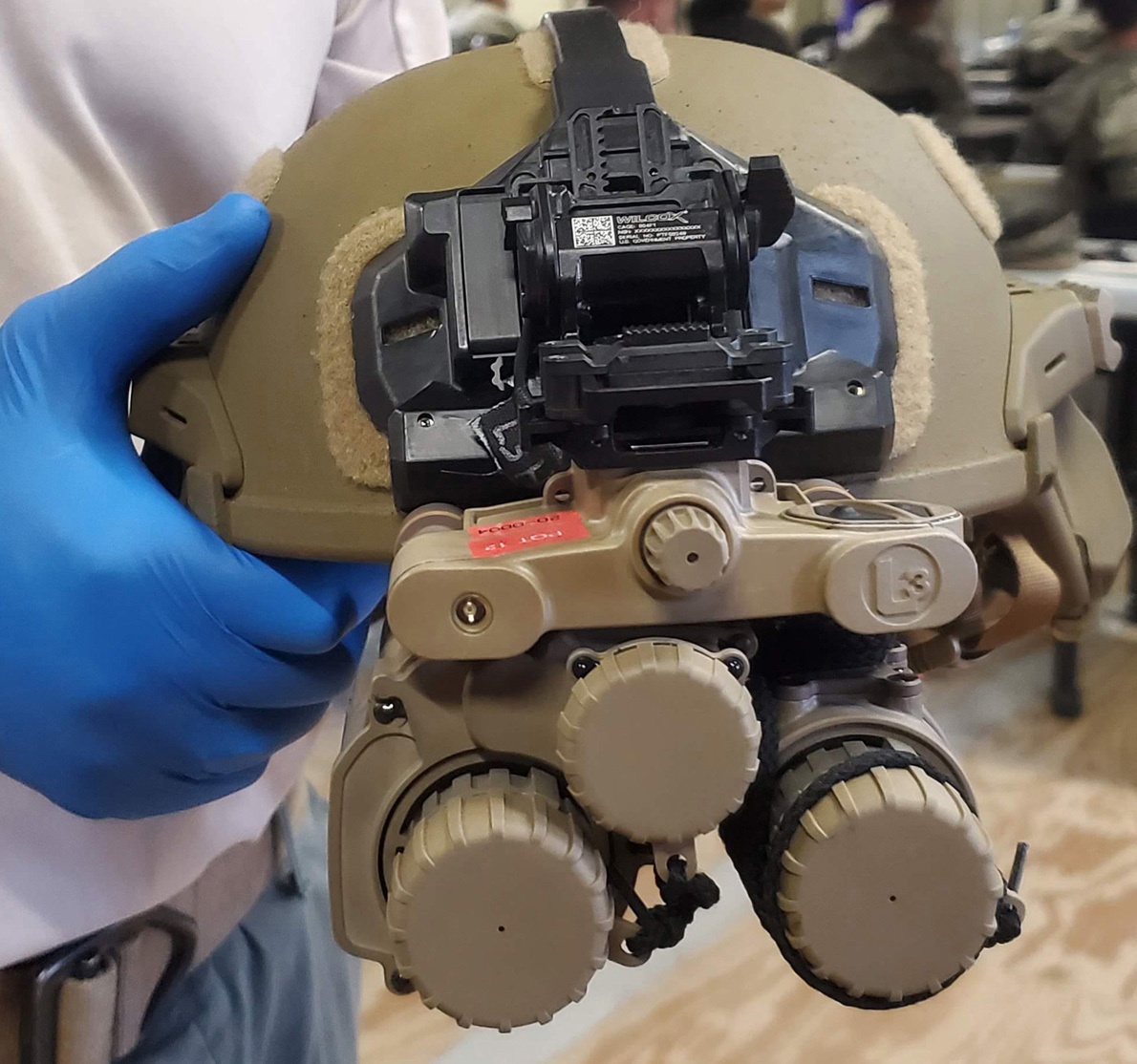
AN/PSQ-42 ENVG-B

## 概要
アメリカ陸軍で採用されたAN/PSQ-42 ENVG-Bはアメリカ合衆国のL3HarrisとイスラエルのElbit Systems of Americaが開発した。
光増幅装置式(微光暗視)の2つの暗視眼鏡部と、熱と物体が出す光で映像化する赤外線サーマルセンサー部の複合型暗視装置で、これまでの暗視装置に比して非常に高度な目標発見識別能力を有する。

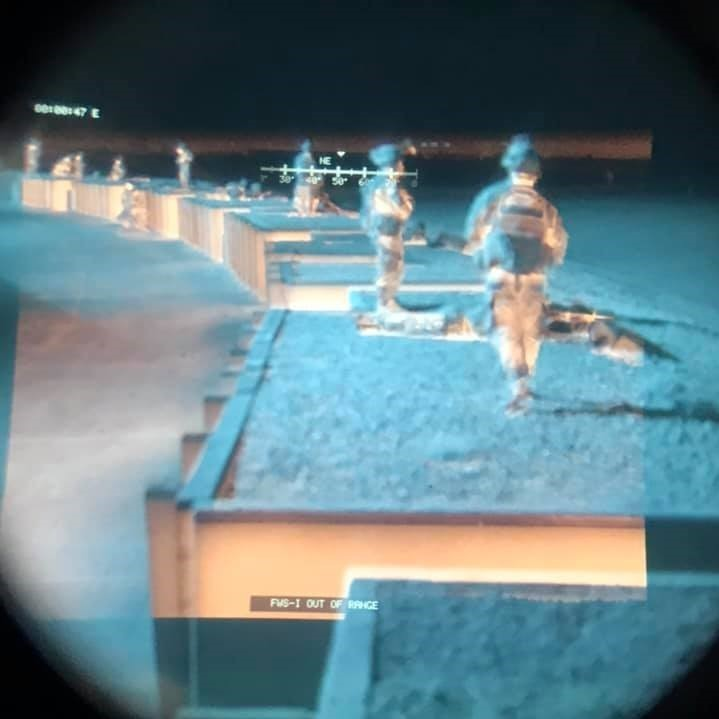
ENVG-Bの微光暗視と赤外線サーマルの複合画像

2019年にテストを開始し、2022年4月にアメリカ陸軍部隊への配備を開始した。

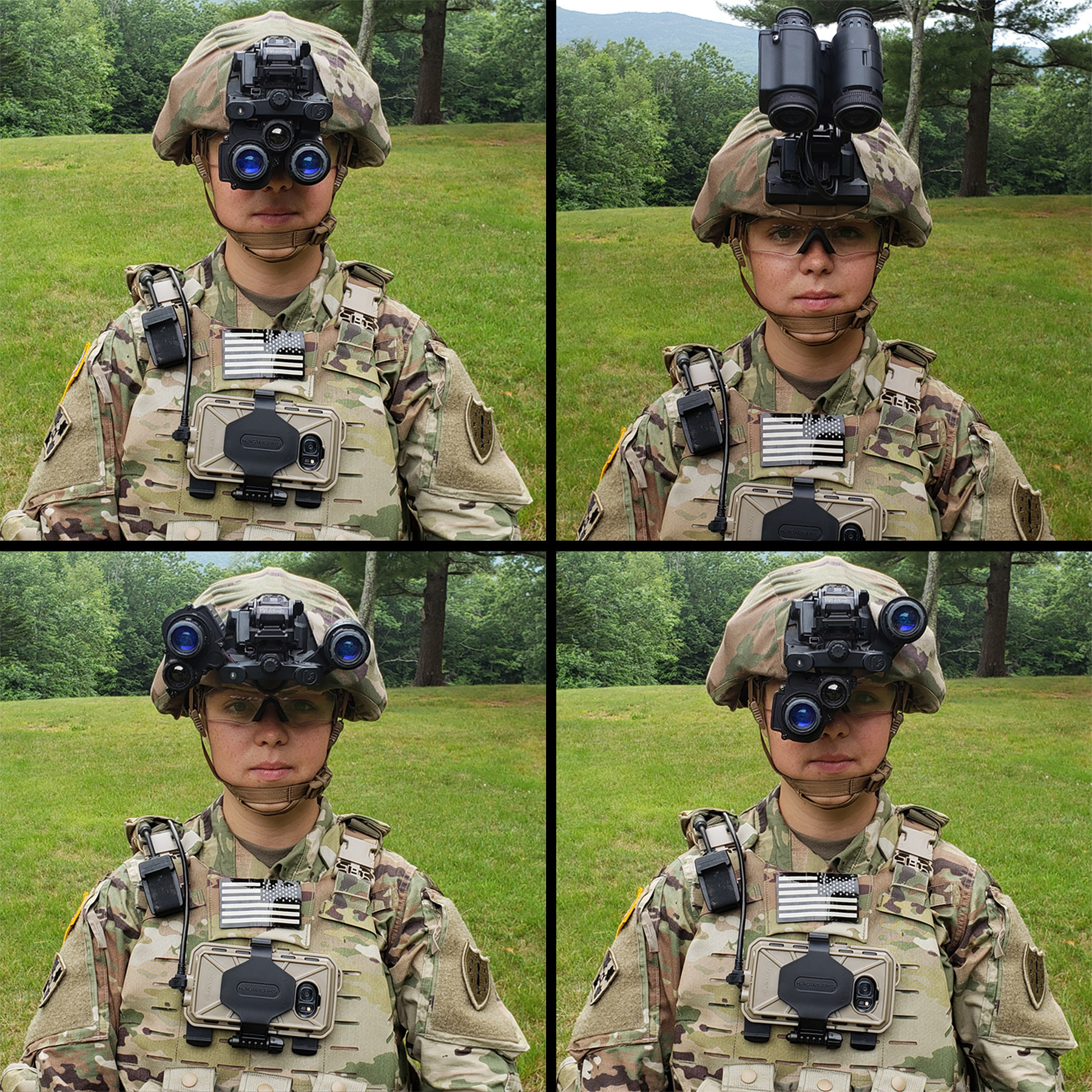
ENVG-B運用形態の一例

## 要求仕様
人間サイズの目標の認識能力
- 150メートル (しきい値) 及び300メートル (目標値) で80%
- 300メートル (しきい値) 及び550メートル (目標値) で50%

システムの総重量
- 2.5ポンド (しきい値）、1.5ポンド (目標) 未満

稼働時間（連続使用）
- 7.5時間 (しきい値) 及び15時間 (目標値) を超える

## 運用史

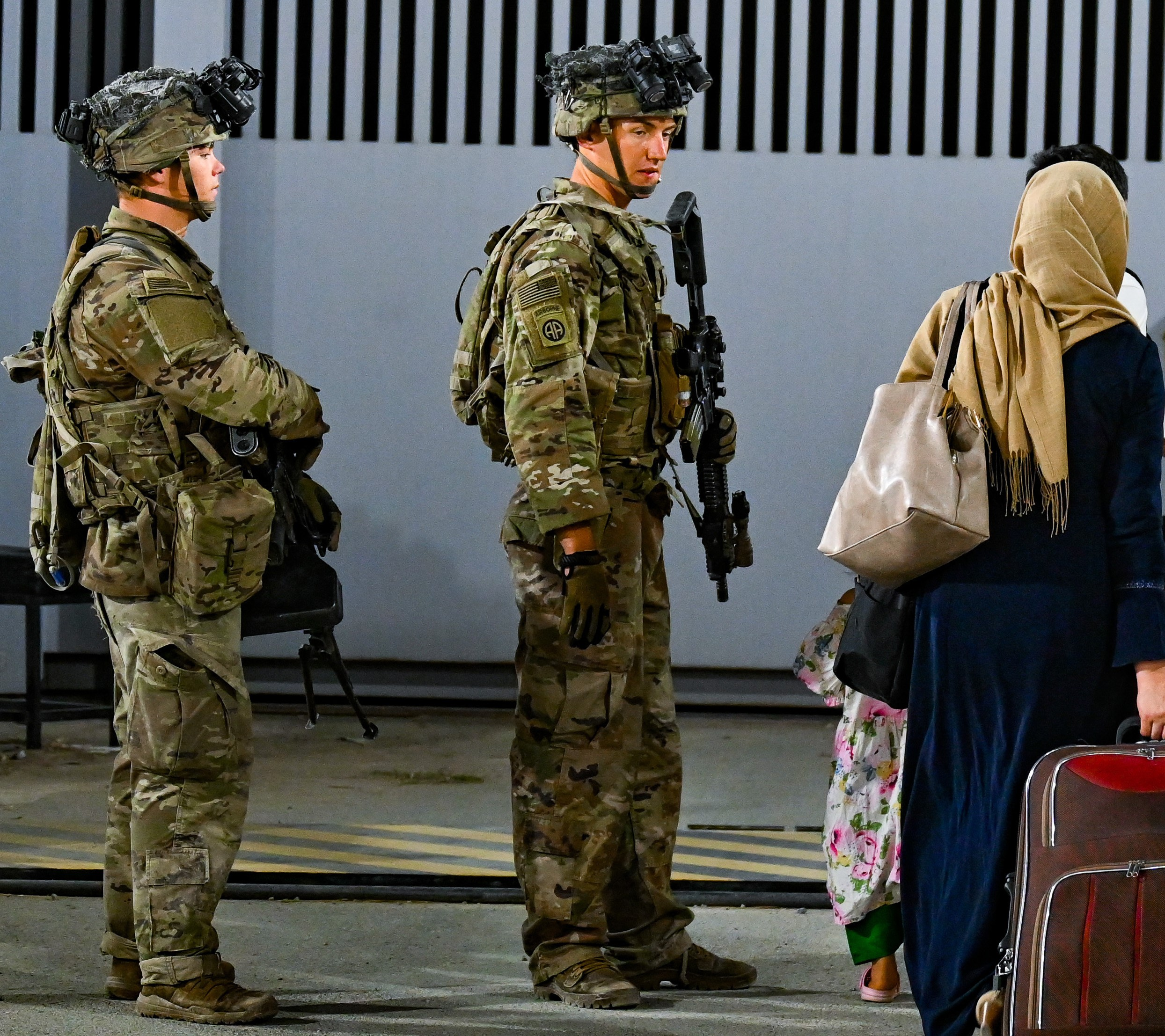
アメリカ陸軍第82空挺師団のENVG-Bを装着した空挺隊員の画像

ENVG-Bは、2021年8月の避難作戦の際に、第82空挺師団第1旅団で初めて実戦投入されている。
2025年1月、ウクライナSOFはENVG-Bをロシアによるウクライナ侵略において実戦運用している。